# 740-Meter-Netz
Das 740-Meter-Netz, auch 740 m-Programm, ist eine rund 680 Millionen Euro teure Maßnahme im Bundesverkehrswegeplan 2030. Ziel ist es, das deutsche Schienennetz für eine Zuglänge von 740 m im Schienengüterverkehr zu ertüchtigen. Diese Länge von ca. 35 Containertragwagen wurde von der Europäischen Union zum Standard im transeuropäischen Güterverkehr erklärt. Bisher scheitert deren Einsatz an fehlenden Überholmöglichkeiten für Personenzüge. Dafür müssen 70 Bahnhöfe und zwei Güterverkehrsanlagen mit Überholgleisen von mindestens 740 m Länge ausgestattet werden. Laut der Planung der DB Netz (von 2018) sollen die Güterverkehrskorridore 3 Scan Med Nord, 4 Atlantic und 8 North-Sea-Baltic Mitte ab 2023[veraltet] durchgehend von Güterzügen befahrbar sein, der Hauptteil der Korridore ab 2026. Das Programm trägt die Projektnummer 2-050-V01.
Frühere Planungen waren laut Bericht der Süddeutschen Zeitung von 2016 durch das Verkehrsministerium unter Alexander Dobrindt ausgebremst worden.
Der Russische Überfall auf die Ukraine 2022 führte zu einer Beschleunigung des PESCO-Projekts Military Mobility, das schnellere Truppenverlegungen mit bis zu 740 Meter langen Militärzügen in die östlichen Länder der NATO ermöglicht und damit zum Aufbau eines „Military Schengen“ beiträgt.